# 引汉济渭工程
引汉济渭工程是中华人民共和国的一项水利工程，将长江水系的汉江分流自陕西省汉中市的洋县，使其穿越秦岭分水岭引入关中地区，最终融入黄河水系的渭河，用来缓解西安、宝鸡、咸阳、渭南四个大城市以及兴平、华阴等13个县的工业和生活用水的缺口。引汉济渭的調水規模為每年15億立方米，自黄金峡水库引水10亿立方米；子午河自流调水5亿立方米。

## 技术概述
源头为黄金峡水库，以70m3/s扬水119米，经16.5km黄三隧洞自流至三河口枢纽、再经98km秦岭隧洞自流至黄池沟枢纽

## 工程历史
1995年，西安遭遇了150多天的大旱，被迫大量采集地下水，此举引发了一系列问题：大雁塔倾斜、钟楼底座裂缝、地面下陷。2000年12月，黑河引水工程建成，暂时缓解了关中缺水问题。
2013年7月31日，陕西省引汉济渭工程建设有限公司正式注册。2013年12月20日，国家环保部批复《关于引汉济渭工程环境影响书》。2014年9月28日，国家发改委批复《陕西省引汉济渭工程可行性研究报告》。
引汉济渭需要开凿出98.3公里长、直径为7米的秦岭隧道，因隧洞过长、大埋深的特点无法改变，同国内外已建、在建和拟建的隧道相比，在难度上均有超越之处。另外，隧道因过深过长的特点，施工期间如何通风成为该工程的制约性问题；而秦岭地质环境复杂，岩石种类繁多，施工过程中可能会出现岩爆、突然涌水、围岩失稳、围岩大变形、热害等问题；在施工运输和排水保障上，成本较高，对工程进度和安全性的影响大，其复杂程度超过其他隧道工程。
2023年7月16日，引汉济渭工程成功实现先期通水。本次通水通过黑河供水连通洞进入黑河金盆水库西安供水管线向西安先期供水，并为黄河最大支流渭河提供补给。标志着引汉济渭工程取得决定性进展。